# 40M Nimrod
Der 40M Nimrod war ein Flugabwehrpanzer der ungarischen Armee während des Zweiten Weltkrieges.

## Geschichte
Die Ungarn übernahmen das Konstruktionsdesign des schwedischen Flakpanzers Landsverk L-62 Anti II von 1940. Er basierte auf dem Landsverk L-60, der bereits in Ungarn als Toldi-Panzer produziert wurde. Dieses Modell wurde als passend angesehen, da es sowohl zur Flugabwehr als auch zur Panzerbekämpfung eingesetzt werden konnte. Da er sich im Einsatz gegen die sowjetischen T-34-Panzer als ineffektiv erwies, wurde er in der Folge nur noch gegen leicht gepanzerte Fahrzeuge und zur Luftabwehr eingesetzt. Die Ungarn verbesserten das ursprüngliche L-62-Design. Die Turmpanzerung wurde verstärkt und der Turm vergrößert, um der vierköpfigen Mannschaft mehr Bewegungsraum zu geben. Ebenfalls wurde der Turm so verändert, dass die Maschinenkanone einen größeren Höhenrichtbereich aufwies. Er besaß eine R-5/a-Funkanlage. Für die ersten 46 Stück, als Nimrod I bezeichnet, wurden die Motoren aus dem Deutschen Reich geliefert, für die letzten 89 Fahrzeuge, Nimrod II, wurden die Motoren als Lizenznachbau in Ungarn produziert. Der Panzer war mit einer 40-mm-Maschinenkanone ausgerüstet, die ebenfalls ein Lizenznachbau von Bofors war. Diese befand sich in einem oben offenen Drehturm. Die Erstauslieferung erfolgte im Februar des Jahres 1942. Von November 1941 bis 1944 wurden etwa 135 Nimrod-Panzer hergestellt. Es wurde auch in kleinen Stückzahlen ein Pionier- und Sanitätsfahrzeug auf Nimrod-Basis gebaut. Der Nimrod wurde bei den Kämpfen in Ostpolen, Österreich, Ungarn, Transsilvanien und in der Tschechoslowakei eingesetzt.